# 埃德維納斯·舍什庫斯
埃德維納斯·舍什庫斯（1995年3月10日—）為立陶宛男子籃球運動員，場上主打得分後衛與小前鋒位置，現效力於立陶宛籃球聯賽BC Jonava。

## 職業生涯
2017年7月舍什庫斯代表立陶宛參加瓊斯盃，9月獲得超級籃球聯賽桃園璞園建築在觀護盃的測試機會。
2018年11月舍什庫斯在第16季超級籃球聯賽台灣啤酒開季名單內。
2019年10月15日，舍什庫斯加盟桃園璞園建築。

## 外部連結
- 埃德維納斯·舍什庫斯的Instagram帳戶
- 埃德維納斯·舍什庫斯在archive.fiba.com（archived）（英语）
- 埃德維納斯·舍什庫斯在Eurobasket.com（球員）（英语）
- 埃德維納斯·舍什庫斯在RealGM（英语）
- 埃德維納斯·舍什庫斯在Proballers（英语）